# Humberto Ortega
Humberto Ortega Saavedra (1947-2024) fue un guerrillero, político, militar, escritor y empresario nicaragüense.
Humberto Ortega fue uno de los nueve miembros de la Dirección Nacional del Frente Sandinista de Liberación Nacional, fue cofundador de la tendencia tercerista y fue el "mayor teórico" de la estrategia de insurrección urbana que derrocó a la dictadura de la familia Somoza. Fue fundador y primer comandante en jefe del Ejército Popular Sandinista (EPS) y ministro de Defensa de Nicaragua desde julio de 1979 hasta el 25 de abril de 1990. Luego, con el gobierno de Violeta Chamorro, fue el responsable del Ejército y de la conversión de este en una fuerza moderna, despolitizada y profesional.
Creó el Instituto de Estudios del Sandinismo, hoy Instituto de Historia de Nicaragua y Centroamérica (IHNC) con sede en las instalaciones de la Universidad Centroamericana (UCA).
Humberto Ortega fue una figura respetada y controvertida en la historia de Nicaragua. Destacó tanto en la lucha guerrillera, en los gobiernos revolucionarios donde se hizo cargo del Ejército, como en el gobierno postrevolucionario donde tuvo un relevante  papel en la configuración del Ejército nicaragüense moderno. Hermano de Daniel Ortega, líder del Frente Sandinista de Liberación Nacional (FSLN) y presidente de Nicaragua, y de Camilo Ortega, guerrillero sandinista muerto en la lucha contra la dictadura somocista.

## Biografía
Humberto Ortega nació en el pueblo de La Libertad, un pueblo minero del departamento de Chontales, Nicaragua, el 10 de enero de 1947. Fue el hijo de una familia de seis hermanos. Su padre Daniel Simeón Ortega Cerda, maestro de profesión, y su madre Lidia Albertina Saavedra Rivas, artística gráfica, ambos ideológicamente de izquierdas  y de la oposición al régimen de la familia Somoza. El ambiente familiar influyó en la formación ideológica de los hermanos Ortega Saavedra. Su abuelo paterno fue el maestro Marco Antonio Ortega, que fue miembro del Partido Conservador en los años 20 y del Instituto Nacional de Oriente de Granada, entre otros. enseñó el posterior presidente y dictador Anastasio Somoza García.
En 1934, el padre de Ortega fue arrestado y maltratado por la Guardia Nacional por publicar una carta en la que criticaba las circunstancias del asesinato de Augusto César Sandino y el papel de Somoza en el mismo. Supuestamente lo iban a fusilar, pero fue liberado a petición de familiares vinculados a la Guardia Nacional. En los años 50 se convirtió en representante de ventas de empresas extranjeras, especialmente de empresas de Alemania Occidental.
En La Libertad la familia perdió a dos de sus hijos, Sigfrido y Germania, de tres y dos años de edad debido a las inclemencias en esas inhóspitas regiones montañosas así como a las  férreas condiciones de vida de las zonas mineras que producirán importantes limitaciones materiales.
La familia se trasladó, en la década de 1950, a Managua, la capital del país, donde las condiciones de vida mejoraron. Allí nació Camilo Ortega Saavedra y tanto Humberto como Daniel pasarían la niñez y juventud. En su juventud, junto a sus hermanos Daniel y Camilo, formó parte del Frente Sandinista de Liberación Nacional (FSLN) participando en la lucha guerrillera contra la dictadura de la familia Somoza.

### En la lucha guerrillera
Ya de joven se comprometió con la lucha contra la dictadura de los Somoza, con 15 años de edad, en 1962, fundó las  Brigadas Sandinistas y tres años después, en 1965, se integró en el Frente Sandinista de Liberación Nacional (FSLN), aunque en 1963 ya había participado en  una protesta en Juigalpa y comenzaba a tener relaciones con el FSLN. Denro de la estructura del FSLN de aquel tiempo, Humberto Ortega junto a oros miembros provenientes de las  Brigadas Sandinistas fueron calificados de 
"tendencias ultraizquierdistas" y suspendidos durante ocho meses por realizar acciones militares no autorizadas.
En julio de 1966, el servicio de la Oficina de Seguridad Nacional (OSN) realizó su primer arresto en Managua en el contexto de la preparación de un atentado contra el general Anastasio Somoza Debayle. Fue liberado en agosto y este año completó su bachillerato en el Instituto Maestro Gabriel.
Una segunda detención tuvo lugar a finales de enero de 1967 en Juigalpa en el contexto de las protestas contra el fraude electoral planeado en  las elecciones presidenciales del 5 de febrero de 1967. Ortega fue trasladado a la prisión policial de Managua, La Homiguera, donde permaneció recluido en un celda con Pedro Chamorro, pero pronto se benefició de una amnistía.
En marzo de 1968, Ortega voló con Oscar Turcios Chaverría a Corea del Norte, donde ambos recibieron cuatro meses de entrenamiento militar en la zona fronteriza con la República Popular China, lo que Ortega vio muy positivamente, a la postre, en 1981, cuando Humberto Ortega fue ministro de Defensa de Nicaragua, Corea del Norte envió un cargamento de armas de 100.000 fusiles AK-47, entre otros suministros como ayuda a Nicaragua, tras una conversación con Kim Il-sung. 
La experiencia norcoreana fue muy bien valorada por Ortega, en retrospectiva comentó: 

Durante cuatro meses recibimos el curso de Brigada y Batallón. La rigidez y la ejemplar disciplina militar, como el orden de los coreanos propio de las culturas asiáticas, es una de sus principales enseñanzas .../... En las frías y altas montañas fronterizas con China nos enseñan la estrategia y táctica muy similar a La El concepto de Mao Tse-Tung se basa en la Guerra Prolongada en China.

En 1969 fue gravemente herido en combate, en el intento de liberar al comandante Carlos Fonseca de una prisión costarricense, sufriendo la parálisis de su brazo derecho, siendo encarcelado. En octubre de 1970, Humberto Ortega y Carlos Fonseca, junto con los compañeros Rufo Marín y Plutarco Hernández, fueron excarcelados como resultado de una acción guerrillera que dirigió Carlos Agüero, el secuestro de un avión de pasajeros por parte del FSLN. Tras su liberación ambos fueron trasladados a Cuba, donde fueron recibidos como héroes, y de allí Humberto Ortega fue trasladado a la URSS donde, durante un año, fue tratado  de las heridas del brazo. Volvió a Cuba en donde entablo amistad con Fidel Castro. En octubre de 1967 participó en el acto público en memoria de la muerte del Che Guevara en La Habana.
En 1971 Humberto Ortega, junto a Carlos Fonseca, Rufo Marín y Carlos Agüero, volvió a Corea del Norte para recibir entrenamiento militar de Estado Mayor y según algunas publicaciones, a mediados de los años 1970 también se entrenó en campamentos militares de la Organización para la Liberación de Palestina.
Junto con sus hermanos Camilo y Daniel fue un miembro de la dirección política y militar del Frente Sandinista de Liberación Nacional (FSLN), que participó activamente en la lucha contra la dictadura de la familia Somoza. Con su hermano Daniel y Víctor Tirado, fue  uno de los principales promotores, con  Víctor Tirado López, de la llamada tendencia Tercerista que desarrollaron en 1975, y de la estrategia de insurrección urbana que encendió la guerra civil en Nicaragua en octubre de 1977, lo que llevó a la caída de la dictadura dinástica de Somoza en julio de 1979.
El 26 de febrero de 1978 muere su hermano Camilo en  un enfrentamiento con la Guardia Nacional en Masaya. En marzo de 1979 Humberto fue nombrado miembro de la Dirección Nacional formada por nueve miembros.

### El triunfo revolucionario
Tras el triunfo de la Revolución Sandinista el 19 de julio de 1979, fue uno de los históricos nueve comandantes de la Dirección Nacional del Frente Sandinista de Liberación Nacional (FSLN) que dirigieron el país hasta 1990. Primero entre 1979 y 1985, en el gobierno revolucionario de la Junta de Gobierno de Reconstrucción Nacional, y entre 1985 y 1990 durante la presidencia de su hermano Daniel Ortega. Después ostentó el cargo de ministro de Defensa y jefe del Ejército.
Como ministro de Defensa tuvo que hacer frente a la guerra de agresión que sufrió Nicaragua, financiada y apoyada por los Estados Unidos, enfrentándose a la denominada "Contra" (grupos contrarrevolucionarios formados por antiguos miembros de la Guardia Nacional).
Fue fundador del  Ejército Popular Sandinista (EPS) —creado con base en los guerrilleros sandinistas—  en 1979, al que convirtió en una fuerza militar moderna. La lucha frente a la "Contra" hizo que se instaurara el Servicio Militar Patriótico (SMP), de carácter obligatorio para todos los varones entre 18 y 40 años, medida que resultó muy impopular.
Un último evento en que se vio involucrado el general Humberto Ortega y su escolta militar, fue la muerte del joven de 16 años Jean Paul Genie Lacayo, el 28 de octubre de 1990, cuando intentaba adelantar la caravana militar en la autopista Managua-Masaya y fue abatido a tiros en su automóvil por personal escolta al servicio de la seguridad personal de Ortega, hecho que ha sido negado y hasta el día de hoy no ha sido esclarecido.

### Tras la pérdida del poder del FSLN
Tras perder del poder por parte del FSLN ante Violeta Barrios de Chamorro en las elecciones del 25 de febrero de 1990, Humberto Ortega siguió al frente del Ejército, dirigiendo la etapa de reducción, despolitización y profesionalización, convirtiéndolo en el Ejército de Nicaragua con base a la Constitución y las leyes del régimen militar.
Humberto Ortega ha sido señalado por medios opositores al sandinismo como uno de los beneficiarios de la llamada "Piñata Sandinista" que se produjo tras la pérdida del poder en 1990, y de haberse enriquecido durante los periodos en el que tuvo responsabilidades en el gobierno, como lo señaló Róger Miranda Bengoechea, desertor del FSLN, en su libro La guerra civil en Nicaragua.
En febrero de 1995 abandonó sus responsabilidades militares y políticas dedicándose en exclusiva a sus negocios y a la escritura, actividad que siempre había mantenido. Desarrolló una extensa obra literaria con temática nicaragüense y revolucionaria en la  que comparte sus experiencias y puntos de vista sobre la revolución y la política nicaragüense, entre sus obras se encuentran títulos como Sobre la Insurrección, Nicaragua Revolución y Democracia, y La Epopeya de la Insurrección que contiene su tesis "El Centrismo".
Se casó con Ligia Marta Trejos Leiva y tuvo cinco hijos, Elizabeth, David, Amanda, Mariana y Óscar Humberto.

### Disidencia con el gobierno de Daniel Ortega
Humberto Ortega se mantuvo al margen de la vida política y militar tras su salida del gobierno de Violeta Barrios de Chamorro en febrero de 1995. Aun así en algunas ocasiones puntuales, ha manifestado su opinión sobre la situación política en el país y en especial tras la crisis política y social desde abril de 2018.
En diciembre de 2019, le pidió a su hermano Daniel que liberara al menos a 168 opositores que en ese momento estaban detenidos por manifestarse contra el Gobierno en el contexto de la crisis abierta en el país el año anterior. Manifestó públicamente 

Hoy urge pasos sabios y firmes, justos que superen la crisis tan dolorosa que desde abril del año pasado todos padecemos, siendo el primero, al calor de estos días navideños de tanto fervor cristiano, que el Gobierno apele a mecanismos legítimos que permitan a los prisioneros de esta crisis política estar libres.

En abril de 2021 aseguraba, en el programa Oppenheimer Presenta de la cadena internacional CNN en Español, que los opositores detenidos por el régimen de su hermano Daniel Ortega “no son terroristas” o “traidores a la patria”, tal y como los ha calificado el gobierno sandinista. En respuesta, Daniel Ortega calificó a su hermano de "vendepatria" y de "defender a los terroristas".
En febrero de 2022 condenó la muerte del general retirado Hugo Torres Jiménez, que fue detenido en 2021.
El 19 de mayo de 2024, en una entrevista al medio argentino Infobae, calificó de "dictatorial" el gobierno de su hermano Daniel Ortega señalando que no existe ninguna figura sucesoria adecuada lo que llevaría a un gran vacío de poder en caso de su desaparición y abogando por la convocatoria de elecciones. 
Tras esa manifestaciones las autoridades retuvieron los teléfonos móviles y ordenadores de Humberto Ortega e instalaron en su residencia una unidad de atención médica con el argumento de cuidar de las dolencias que le han aquejado y le aquejan.
Diez días después, el presidente Ortega y la vicepresidenta Rosario Murillo, lo declararon “traidor a la patria” y de haber  “entregado su alma al diablo” por haber condecorado en 1992 con la medalla ‘Camilo Ortega’ en su máximo grado, al teniente coronel Dennis F. Quinn del Ejército de los Estados Unidos. Esta acción fue calificada como “sacrilegio”, “vendepatria”, “deshonra nacional”, “vergüenza nacional” y “acto de entreguismo”.

### Fallecimiento
El 11 de julio de 2024, ingresó en el Hospital Militar Escuela Dr. Alejandro Dávila Bolaños, perteneciente al Cuerpo Médico Militar del Ejército de Nicaragua en Managua, con un cuadro de salud complejo debido, como manifestó el Cuerpo Médico Militar,  

a un deterioro brusco de su condición con choque cardiogénico y alteración de estado de consciencia que ameritó tratamiento de terapia intensiva para mantener cifras de presión arterial.

 El 30 de septiembre de 2024 falleció a raíz de un paro cardiorrespiratorio.

## Su tesis,El Centrismo
Ante el planteamiento histórico del concepto de la "democracia" y los sistemas de gobierno existentes, Humberto Ortega afirma que lo verdaderamente importante es avanzar en el concepto de construir el poder que rinda obediencia al pueblo, el mismo que debe elegirlo. 
En el siglo XX, el concepto de democracia quedó muy devaluado por el abusivo uso que se le dio desde todos los ámbitos del espectro político. El socialismo tiene un concepto de oposición al individualismo. Aplicado en el siglo XX, en algunos países como Suecia se ha buscado un equilibrio entre libertad individual, derechos humanos, desarrollo económico, justicia y equidad social. 
El centrismo puede ser un término que puede ayudar a las fuerzas de derecha y de izquierda a manejar mejor las diferencias existentes en la sociedad y caminar hacia la plena democracia. Busca la consecución de acuerdos que permitan avances sociales en el marco del estado de derecho.
Se entiende que el centrismo asume que la ideología es un sistema de ideas que deben moverse y desarrollarse basándose en la crítica permanente huyendo del dogmatismo al que conduce la congelación de la dialéctica. Busca que el conflicto se convierta en acuerdo y la pugna en encuentro haciéndolo posible mediante la flexibilidad necesaria y la adaptación a la coyuntura.
El centrismo sería el eje y motor que buscaría soluciones que beneficien a toda una nación potenciando la participación en el poder de la mayoría democrática fortaleciendo de la gobernabilidad del país.
El centrismo sería el eje y motor que buscaría soluciones que beneficien a toda una nación potenciando la participación en el poder de la mayoría democrática y fortaleciendo la gobernabilidad del país.

## Obra literaria
- A diez años de la rendición total de la guardia somocista (1989).
- Sobre la insurrección (1981).
- 50 años de lucha sandinista (1978).
- La Epopeya de la Insurrección (2004).
- Nicaragua (1992).
- Insurrección y Nicaragua Revolución.
- Democracia de Sobre.